# Тхиловани
Тхиловани (груз. თხილოვანი) — село в Грузии, в муниципалитете Душети края Мцхета-Мтианети. 

## География
Село расположено в центральной части края, в 22 километрах по прямой к северо-западу от центра муниципалитета Душети. Высота центра — 1200 метров над уровнем моря.

## Население
По данным переписи населения 2014 года, в селе проживало 12 человек.
| Год  | Население | Мужчины | Женщины |
| ---- | --------- | ------- | ------- |
| 2002 | 16        | 8       | 8       |
| 2014 | 12        | 6       | 6       |